# Zbigņev Stankevičs
Zbigņevs Stankevičs (en polaco: Zbigniew Stankiewicz; nacido el 15 de febrero de 1955) es un prelado letón de la Iglesia católica. Ha sido arzobispo metropolitano de Riga desde 2010. Anteriormente se desempeñó como director espiritual y director del Instituto Seminario de Ciencias Religiosas de Riga.

## Biografía

### Primeros años y formacón
Stankevičs nació en Lejasciems en una familia de ascendencia polaca. En 1978, obtuvo el diploma en Ingeniería en la Universidad Técnica de Riga. Trabajó durante 12 años antes de realizar estudios religiosos, primero en un centro naval y luego en un banco. En ese momento, fue vicepresidente de la Unión Polaca de Letonia. Después de la caída del comunismo en Europa y la restauración de la independencia de Letonia, ingresó al seminario en 1990 en Lublin (Polonia). Estudió filosofía y teología en la Universidad Católica de Lublin, obteniendo una maestría en Teología en 1996. 

### Sacerdocio
Fue ordenado sacerdote el 16 de junio de 1996 para la arquidiócesis de Riga.
Después de la ordenación, ocupó los siguientes cargos: asistente de párroco de la parroquia de San Francisco en Riga (1996-2001), capellán de las Hermanas Misioneras de la Caridad (1996-1999), asistente carismático de la comunidad "Effata", director espiritual del Seminario Mayor de Riga (1999-2001).
De 2002 a 2008 completó sus estudios en Roma en la Pontificia Universidad Lateranense, donde obtuvo la licenciatura y el doctorado summa cum laude en Teología Fundamental. Durante su estancia en Roma, fue director de la Residencia Beato Pío IX de la Pontificia Universidad Lateranense. En 2008, fue nombrado director espiritual del Seminario Mayor de Riga, director del Instituto de Estudios Religiosos y sacerdote asistente de la parroquia Cristo Rey en Riga.
Además de letón y polaco, también habla lituano, ruso, italiano e inglés, y sabe francés y alemán.

## Episcopado

### Arzobispo Metropolitano de Riga
El 19 de junio de 2010, el Papa Benedicto XVI lo nombró XXIX Arzobispo Metropolitano de la Arquidiócesis de Riga.
Fue consagrado obispo el 8 de agosto de 2010 por el Cardenal Jānis Pujats, con el arzobispo Mons. Luigi Bonazzi, Nuncio Apostólico en los países bálticos, y el arzobispo Mons. Józef Kowalczyk, el primado de Polonia. La ceremonia se llevó a cabo en la catedral evangélica luterana de Riga, que había sido la catedral católica antes de la reforma protestante, debido a que la actual sede de la arquidiócesis católica, la Catedral de Santiago, era demasiado pequeña para acomodar a los dignatarios invitados, incluido el presidente letón Valdis Zatlers. Asumió el cargo en la Catedral de Santiago el 21 de agosto. También asistió el cardenal Joachim Meisner, arzobispo de Colonia.
Tomó posesión canónica de la Sede Episcopal, en la Catedral de Santiago, el 21 de agosto de 2010.

### Curia romana
El 12 de junio de 2012 fue nombrado miembro del Pontificio Consejo para la Promoción de la Unidad de los Cristianos por un período renovable de cinco años, siendo confirmado como tal el 13 de diciembre de 2017.
En octubre de 2015, asistió al Sínodo de los Obispos sobre la Familia como representante electo de la Conferencia Episcopal de Letonia.